# Соломатин, Алексей Фролович
Алексе́й Фро́лович Солома́тин (12 февраля 1921 — 21 мая 1943) — Герой Советского Союза, командир эскадрильи 296-го истребительного авиационного полка 268-й истребительной авиационной дивизии 8-й воздушной армии Южного фронта, капитан.

## Биография

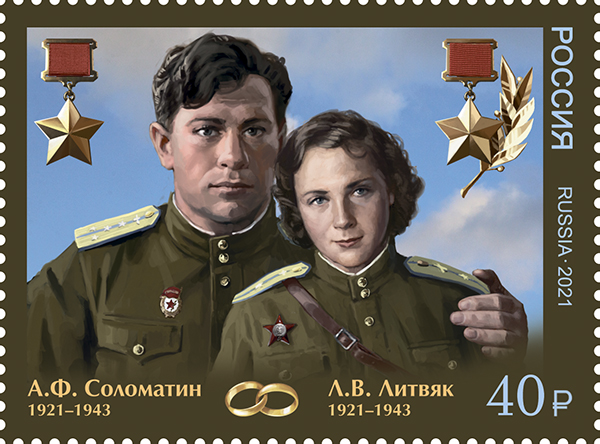
Почтовая марка. 100 лет со дня рождения супругов - Героев Советского Союза - А. Ф. Соломатин (1921–1943) и Л. В. Литвяк (1921–1943)

Алексей Фролович Соломатин родился 12 февраля 1921 года в деревне Бунаково-2 (ныне Ферзиковского района Калужской области) в многодетной семье крестьянина. Русский.
Начальное образование получил в Караваинской школе, затем окончил Новолокскую школу-семилетку. С 1936 года учился в Калужском гидромелиоративном техникуме,  одновременно с этим занимаясь в аэроклубе. Окончил 3 курса техникума и аэроклуб. В 1939 году поступил в Качинское авиаучилище, по окончании которого работал в Батайской авиашколе лётчиком-инструктором.
С 1939 года состоял в Советской Армии. В 1940 году окончил Качинскую военную авиационную школу лётчиков. С 1942 член КПСС.
Начиная с июня 1941 года принимал участие в Великой Отечественной войне в качестве командира эскадрильи 296-го истребительного авиационного полка (позднее 73-й гвардейский истребительный авиационный полк) 268-й истребительной авиационной дивизии, 8-я воздушная армия, Южный фронт. К февралю 1943 года старший лейтенант Соломатин совершил 266 боевых вылетов, в 108 воздушных боях лично сбил 12 и в составе группы 15 самолётов противника. В начале 1943 года в полк пришла служить Лидия Литвяк, которая была назначена ведомой к Соломатину (некоторое время спустя она стала его женой).
Капитан Соломатин погиб 21 мая 1943 года в авиакатастрофе, произошедшей в районе хутора Павловка Красногвардейского (ныне Красносулинского) района Ростовской области, на глазах своих боевых товарищей и любимой. 
«Командир эскадрильи Герой Советского Союза гв. капитан Соломатин А.Ф. 21.05.1943 при стрельбе по щитам на высоте 200 метров с углом 15–20° сделал левую бочку с опусканием носа, и в положении вверх колёсами на высоте 50 метров ударился о землю в центре аэродрома Поповка».
Похороны состоялись на площади хутора Павловка.
Всего на боевом счету Соломатина было 13 самолётов противника сбитых лично и 16 — в составе группы.

## Семья
Супруга Лидия Литвяк (1921—1943) — лётчик-ас истребительной авиации, младший лейтенант, самая результативная женщина-лётчик Второй мировой войны, Герой Советского Союза. Погибла в бою над Миус-фронтом через два с половиной месяца после гибели мужа.

## Награды
- Указом Президиума Верховного Совета СССР от 1 мая 1943 года за мужество и отвагу, проявленные в боях с немецко-фашистскими захватчиками капитану Алексею Фроловичу Соломатину присвоено звание Героя Советского Союза с вручением ордена Ленина и медали «Золотая Звезда» (№ 955).
- Два ордена Ленина, орден Красного Знамени.
- Ряд медалей

## Память
- 9 мая 1975 года в честь 30-летия Победы над фашистской Германией в Центральной усадьбе колхоза имени Мичурина села Киселево Красносулинского района Ростовской области был открыт мемориальный комплекс[4] в честь погибших во время Великой Отечественной войны. Сюда были перенесены останки капитана Соломатина[4].
- На здании гидромелиоративного техникума в Калуге установлена мемориальная доска в честь Соломатина.
- 7 мая 2021 года в почтовое обращение вышла марка, посвящённая Героям Советского Союза супругам А.Ф. Соломатину и Л.В. Литвяк в честь 100-летия со дня рождения.